# Orléans (jeu)
Pour les articles homonymes, voir Orléans.
Orléans est un jeu de société créé par Reiner Stockhausen en 2014 et édité par dlp games. C'est un jeu de gestion faisant intervenir une mécanique de "bag-building".

## Règle du jeu

### But du jeu
Obtenir le maximum de points de victoires en gérant ses habitants et étendant son territoire.

### Déroulement
Tous les joueurs jouent en même temps. À chaque tour, chacun pioche un certain nombre d'habitants dans son sac. Pendant son tour un joueur peut faire autant d'actions qu'il le souhaite, dans la limite de ses habitants disponibles. Les actions demandent différentes combinaisons d'habitants, sachant qu'il existe 6 types d'habitants.

### Fin de partie et vainqueur
Le nombre de tours est fixé. Une fois tous les tours écoulés, on compte les points et la personne qui en a le plus remporte la partie.

## Récompenses
- Jeu de l'année JUG 2015[1]
- Gouden Ludo Meilleur jeu expert 2016[2]
- Nederlandse Spellenprijs Meilleur jeu expert 2017[3]

## Extensions et rééditions
Une variante coopérative, Orléans : Invasion, sort en 2015.
Une extension au jeu compétitif sort en 2016, Orléans : Commerce et Intrigue. Il est aussi possible d'acheter un kit pour pouvoir jouer à 5 au jeu de base. En 2020 sort Orléans - Nouvelle Génération chez Matagot, une réédition du jeu de base qui inclut la possibilité de jouer à 5 joueurs.